# Finlands svenska hembygdsförbund
Finlands svenska hembygdsförbund är en intresseorganisation för de finlandssvenska hembygds- och museiföreningarna med säte i Helsingfors.
Förbundet grundades 1983 och bedriver en verksamhet som riktar sig till omkring 100 föreningar med sammanlagt 12 000 medlemmar (2003). Till förbundet är anslutna ett 20-tal regionala förbund, kommuner och föreningar, och förbundet samarbetar också med olika kulturorganisationer, hembygds- och museiförbund, landskapsmuseer och bildningsorganisationer. 
Förbundets uppgift är att fungera som en centralorganisation för sina medlemsorganisationer och hembygdsföreningarna i Svenskfinland samt väcka intresse och bilda opinion för hembygdsarbete bland den stora allmänheten. Förbundet verkar inom ett mycket brett område och ordnar seminarier och kurser i bland annat kulturminnesvård, arkeologi, museiverksamhet, fotoarkivering, byggnadsvård och föreningsteknik. Förbundet har en sektion för lokalhistoriska arkiv och hembygdsforskning. Speciella insatser har också gjorts för att väcka intresse för och ge information om staden som hembygd bland barn och ungdomar. Man utger sedan 1986 tidskriften Hembygden, som har en upplaga på 11 000 exemplar (2009) utkommer fem gånger om året.
Finlands svenska hembygdsförbund är medlem i Nordiska hembygdsförbundet.
Förbundets verksamhetsledare är Tom Sandström och förbundsordförande 2019 är Holger Wester.